# Marie Christina Kolo
Pour les articles homonymes, voir Kolo.
Marie Christina Kolo, née en 1988, est une militante pour le climat, une écoféministe et une entrepreneuse sociale de Madagascar. Elle participe notamment à la sensibilisation internationale sur les effets du dérèglement climatique à Madagascar et exprime le besoin d’une solidarité internationale pour faire face à ces impacts.

## Biographie

### Enfance, éducation et débuts
Marie Christina Kolo naît en 1988 et grandit à Ambodirano (en), un village malgache à proximité de Moramanga. Durant son enfance, elle peut observer les impacts environnementaux causés par les usines textiles près de chez elle, et lance une pétition pour faire cesser cette pollution. Elle fréquente l'université catholique de Paris et y obtient un master en gestion de projets humanitaires et de développement, de 2009 à 2012. Elle reçoit aussi une bourse de l'Université du Maine  en 2017.
Elle devient active dans le domaine du climat en 2015, alors qu'elle travaille en tant que volontaire des Nations unies dans la région d'Androy, sujette à la sécheresse. Pendant cette période, elle cofonde le Réseau climatique de l'océan indien en ligne en tant que plateforme de discussion pour les jeunes militants de Madagascar, de Maurice, de la Réunion et des Seychelles,,. Cette plateforme organise  la première marche de protestation contre le dérèglement du climat dans cette région, à laquelle participent 3 000 personnes, en 2015.

### Carrière
En 2016, elle fonde l'entreprise sociale Green N Kool. Cette organisation regroupe un ensemble d’actions écologiques, comme l’aménagement d’espaces urbains et ruraux (terrains de jeux, etc..) à partir de matériaux recyclés, et la vente de produits respectueux de l'environnement. Les fonds récoltés permettent de financer une école primaire, un centre communautaire et des événements communautaires dans les régions d'Antananarivo et de Nosy Be. Pour lutter contre la Pandémie de Covid-19, Green N Kool introduit un savon écologique pour le lavage des mains fabriqué à partir d'huile alimentaire usagée. Par son initiative Travel without Fear, cette organisation s'efforce aussi de lutter contre le harcèlement sexuel dans les transports publics.
En 2018, elle co-fonde Ecofeminism Madagascar, une plateforme en ligne axée sur le dérèglement climatique et sa relation avec la violence sexiste.  Cette année-là, elle obtient également la deuxième place au World Wide Fund for Nature Africa Youth Awards.
En 2019, elle assiste à la Conférence des Nations unies sur le changement climatique (COP25), où elle est critiquée publiquement par le ministre de l'environnement de Madagascar, Alexandre Georget.  Elle répond par une lettre ouverte (Non à l'âgisme et à la misogynie par les membres de notre gouvernement) adressée au président, Andry Rajoelina, critiquant le comportement de Georget, remettant en question l'exclusion des jeunes militants de la délégation de Madagascar à la COP25, et s'élevant contre l'âgisme et la misogynie des membres du gouvernement.
En décembre 2020, elle dirige une équipe qui obtient un prix du Fonds d'innovation pour l'engagement des anciens du département d'État des États-Unis pour un projet de lutte contre les agressions sexuelles et la violence sexiste à Madagascar.

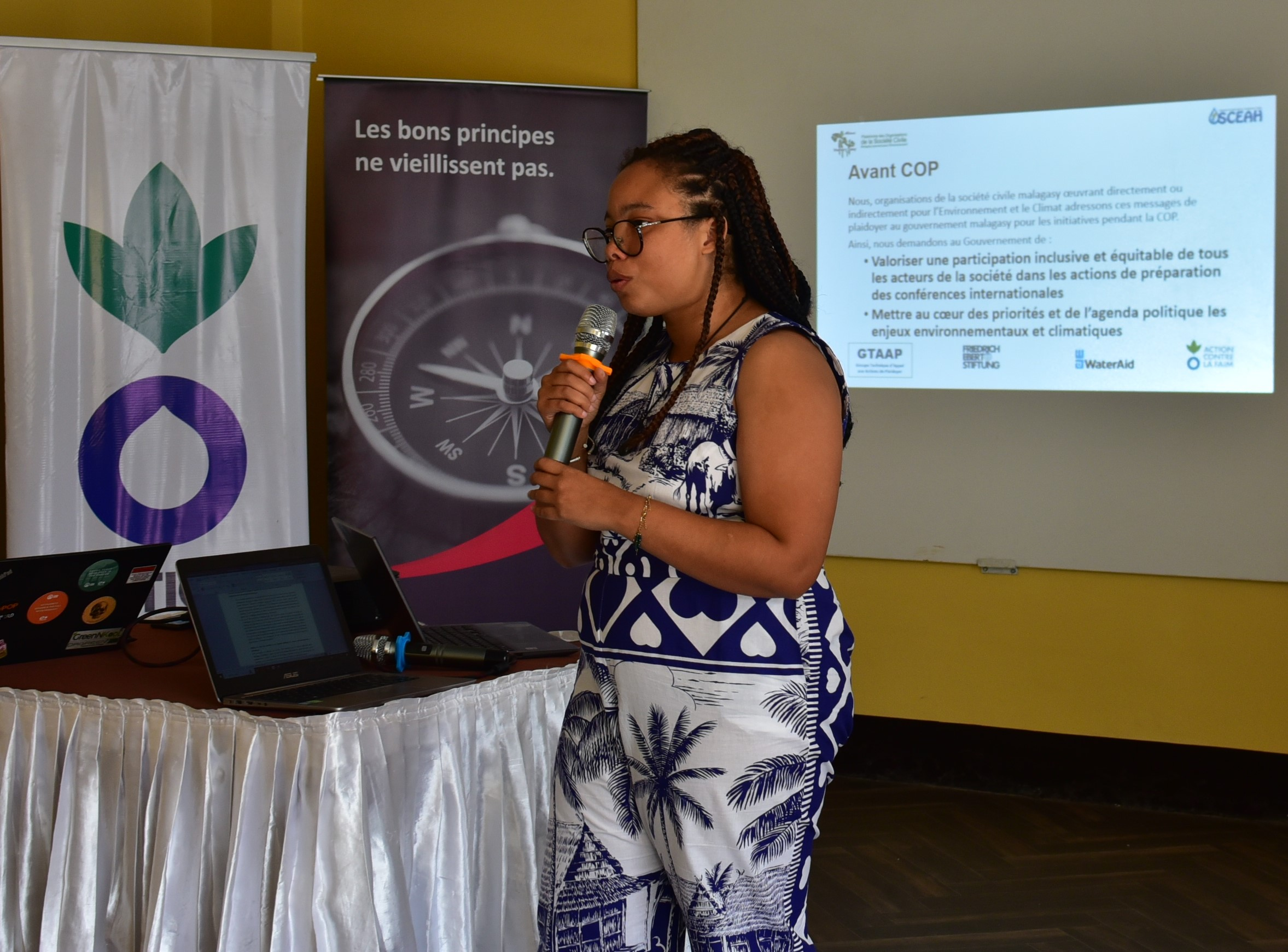
Marie Christina Kolo, militante pour le climat, une écoféministe et une entrepreneuse sociale de Madagascar

En avril 2021, Marie Christina Kolo s'adresse directement au secrétaire général des Nations unies António Guterres dans une conversation virtuelle sur l'action des jeunes en faveur du climat. Elle a parlé des effets de COVID-19 et du changement climatique dans son pays, comme la famine de Madagascar de 2021-2022, et a appelé le reste du monde à faire preuve de solidarité avec les nations déjà touchées par le changement climatique.
Elle participe à la Conférence des Nations unies sur le changement climatique de 2021 (COP26) en tant que membre du groupe de travail sur les femmes et le genre.

## Prix et récompenses
En décembre 2020, en équipe, elle obtient un prix du Fonds d'innovation pour l'engagement des anciens du département d'État des États-Unis.
Elle se voit décerner également le prix Martine-Anstett 2021, un prix qui chaque année récompense une militante pour son engagement en faveur des droits humains. Elle fait aussi partie en 2022 des 100 femmes que la BBC considère comme les plus influentes cette année-là.